# Gōjū-Ryū
Gōjū-Ryū (jap. 剛柔流, dt. „harter und weicher Stil“) ist ein Karate-Stil mit lang zurückreichender Tradition, der besonders viele Elemente des ursprünglichen chinesischen Boxens des 17. bis 19. Jahrhunderts enthält. Der Name Gōjū-Ryū wurde von Chōjun Miyagi (1888–1953) gewählt. Miyagi bezog sich bei der Auswahl des Stilnamens auf das lange Zeit geheim gehaltene Bubishi, in dem eine der „Acht Regeln des Faustkampfes“ (拳法之大要八句 kenpō no taiyō hakku) da lautet:
„Alles im Universum atmet hart und weich“ (法剛柔呑吐 hō gōjū donto).

## Geschichte
Im Bugei Ryūha Daijiten, der Enzyklopädie der Kriegskunststile von Kyoshi Watatani und Yamada Tadashi (Tokio, 1978) wird Gōjū-Ryū unter anderem wie folgt charakterisiert:
- 古式の技であるという. (Koshiki no waza dearu toiu.)

Das bedeutet: (Gōjū-Ryū wird) „Auch Koshiki no Waza genannt.“
Koshiki no Waza sind „antike Techniken“, „Techniken der alten Schule“, oder „antike Riten“. Dementsprechend handelt es sich beim Gōjū-Ryū um die Überlieferung traditioneller Kampfmethoden.
Gōjū-Ryū Karate entwickelte sich aus der Erforschung und Systematisierung effektiver unbewaffneter Kampfbewegungen auf Okinawa. Die Entwicklung des Gōjū-Ryū Karate ist mit der Geschichte von China, Ryūkyū und Japan verbunden.

### Ryūkyū

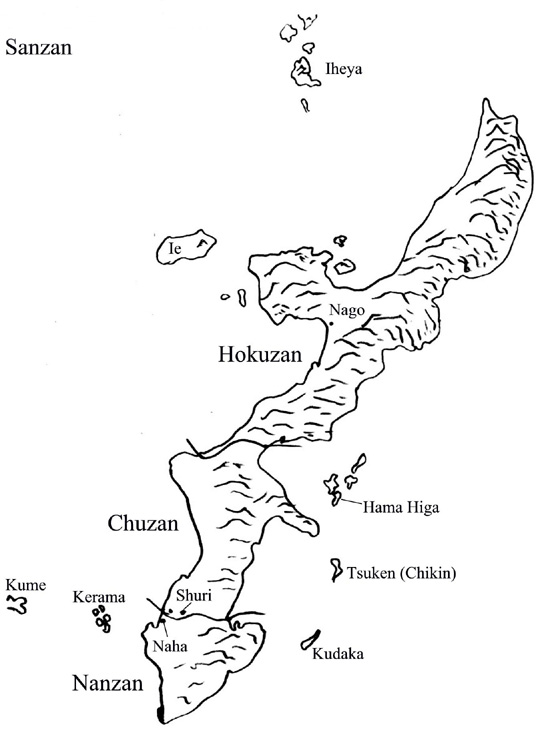
Ryūkyū-Königreiche in der Sanzan-Zeit

In der Zeit der Drei Königreiche (Sanzan Jidai) kämpften drei Feudalfürsten (Anji) um die Macht in Okinawa, wobei die üblichen militärischen Mittel, Maßnahmen, Taktiken und Strategien zum Einsatz kamen, also Waffengebrauch, Reiten, Befestigungsbau usw. Während es in Okinawas Frühzeit entsprechend militärische Auseinandersetzungen gab, wurde 1429 ein Verbot des Waffenbesitzes für die gesamte Bevölkerung verhängt. Der Waffenbesitz wurde mittels staatlicher Bevorratung gesteuert und durch harte Strafen sanktioniert.
Als handelsstrategischer Partner des damals in Asien kulturell herrschenden chinesischen Reiches kam Okinawa über die maritimen Handelsrouten mit zahlreichen Ländern Asiens in Kontakt. Im 15. Jahrhundert entsandte China dem König von Ryūkyū ein komplettes „Kulturbüro“, die so genannten 36 Familien (Sanjuroku Sei), die sich in dem zu Naha gehörenden Dorf Kume niederließen. Sie stammten aus der südchinesischen Provinz Fujian und ursprünglich handelte es sich bei ihnen um Schiffshandwerker und Navigatoren, die den Tributverkehr zwischen China und Ryūkyū unterstützen sollten. Später kümmerten sich die Mitglieder dieser Kommune um alle möglichen Verwaltungs-, Handels-, Kulturfragen (inklusive Technik) und Sicherheitsfragen und brachten erstmals systematisch Kenntnisse über chinesisches Quánfǎ (Kung Fu) nach Okinawa. Kume war für Ryūkyū jahrhundertelang das Fenster zur chinesischen Kultur.
1609 wurden das militärisch unbedarfte Königreich Ryūkyū vom Shimazu aus Satsuma, Kyūshū erobert. Alle Funktionen des Königreiches, wie der Königshof in Shuri, die 36 Familien sowie die Tributbeziehung mit China liefen jedoch weiter, was für die Entwicklung des Karate entscheidend war. Auch das Waffenverbot wurde von den Shimazu erneuert.
Auf Okinawa existierte ein einheimisches Kampfsystem, welches Te 手 genannt wurde und anhand schriftlicher Quellen erstmals im 17. Jahrhundert nachgewiesen werden kann: Teijunsoku Oyakata (1663–1734) war Stadtoberhaupt der Stadt Nago und konfuzianischer Gelehrter. Er schrieb etwa um 1700:
Unabhängig davon, wie du dich vielleicht in der Kunst des Te auszeichnen magst, oder in deinem akademischen Streben…; nichts ist wichtiger als dein Verhalten und deine Menschlichkeit und wie du diesen im täglichen Leben folgst.
Te bedeutet wörtlich „Hand“, bedeutet hier jedoch so viel wie Kampfmethode. Im Dialekt von Okinawa wird dieser Begriff noch heute als Dī ディイ (mit langem i) ausgesprochen. Inhaltlich kann er mit dem japanischen Jutsu 術 verglichen werden.
Eine erste Systematisierung findet sich in dem Tōde 唐手 genannten Kampfsystem direkter kontinentaler Abstammung, welches etwa ab dem 17. Jahrhundert in zunehmendem Maße nachweisbar hauptsächlich von China aus nach Okinawa übertragen wurde.
- Etwa 1683: der chinesische Gesandte Wanshu lehrt in Okinawa Quánfǎ.
- Etwa 1760: der chinesische Militärattaché Kūsankū unterrichtet in Okinawa wenigstens einen Schüler, Chatan Yara.
- „Tōde“ Sakugawa Kanga lebte im 18./19. Jahrhundert. Sein überlieferter Spitzname „Tōde“ ist ein Beweis für die Synthese des Te mit dem Quánfǎ.
- 19. Jahrhundert: Übertragung des Bubishi nach Okinawa beginnt; Einfluss der südchinesischen Stile des 17. bis 19. Jahrhunderts. (Das Dokument Bubishi gilt als Beweis für die Übertragung des chinesischen Boxens nach Okinawa. Es ist das einzig bekannte Dokument dieser Art und diesen Umfangs, und es handelt von chinesischen Box-Stilen, aus denen die Kata des Gōju-ryū stammten (Weißer Kranich und Arhat-Boxen))
- Chōjun Miyagi schrieb in seinem 1934 erschienenen Zeitungsartikel Ein Überblick über das Karate-do: „Eine Stilrichtung des Kungfu wurde 1828 von Fuzhou nach Okinawa gebracht und diente als Quelle und Inspiration für das Gōjū-ryū Karate Kempō“. Bis heute ist nicht klar, wen oder was er damit meinte.

Tōde 唐手 kann verschiedentlich interpretiert werden. Te heißt zwar wörtlich „Hand“, beschreibt hier aber im Prinzip eine Kampfmethode. So bedeutet Tōde 唐手 so viel wie „chinesische Kampfmethode“ oder „fremdländische Kampfmethode“. (Tō 唐 ist die (chinesische) Tang-Dynastie, bedeutet aber auch einfach China oder „fremdländisch“).
Andere südostasiatische Einflüsse gelten als sehr wahrscheinlich.
Verantwortlich für die Entwicklung des späteren Karate waren die oft beamteten Funktionen innerhalb des Rangsystems des Königreichs. Die Funktionen dieser Ränge reichten vom Straßenpolizisten über Dorfvorsteher und Sicherheitspersonal für Burganlagen oder Tributschiffe bis hin zu hohen Ministern, Fürsten und Prinzen. Anhand der Titel der wichtigsten Protagonisten der okinawesischen Kampfkunst aus der Zeit des Ryūkyū-Königreiches lässt sich einwandfrei nachweisen, dass es sich um Personen von Rang handelte.
Ränge im Ryūkyū-Königreich (aufsteigend geordnet):
- Samurairang:
  - Chikudun (wörtlich „zu Rang aufsteigen“)
  - Chikudun Pēchin
  - Satunushi
  - Satunushi Pēchin
  - Pēchin
- Daimyorang:
  - Oyakata (Dorfoberhaupt bis Minister)
  - Anji (Fürst, Marquis)
  - Ōji (Prinzen und andere nahe Verwandte des Königs)

Mit der Abschaffung des Ryūkyū-Königreichs und der Einverleibung als Präfektur Okinawa in das japanische Reich im Jahre 1879 gingen alle diese Ränge und damit viele kulturell besetzte Rechte und Pflichten verloren (Deshalb tragen die Karateka neueren Datums keine Titel).
Erst 1905 wurde Karate (Shōrin-Ryū und Shōrei-Ryū) erstmals öffentlich im okinawesischen Schulsystem gelehrt (durch Itosu Ankō und Higaonna Kanryō).

## Stilabgrenzungen
Das einheimische Kampfsystem Te 手 wurde durch den Einfluss des chinesischen Quánfǎ beträchtlich verbessert und ab dem 18. Jahrhundert Tōde 唐手 genannt. Daraus entwickelte sich mit der Zeit schließlich das ursprüngliche Karate 空手, welches in Shuri-te 首里手, Tomari-te 泊手 und Naha-te 那覇手 eingeteilt wurde, also in die spezifischen Kampfmethoden der Bezirke Shuri, Tomari und Naha. Diese Einteilung ist teilweise noch heute gültig. Daneben gibt es weitere ursprüngliche Stile, die den genannten Einteilungen nicht direkt zuzuordnen sind.
Ferner werden diese Stile zwei übergeordneten Klassen zugeordnet: Shōrin-Ryū 少林流 und Shōrei-Ryū 昭霊流.

### Shōrin-Ryū
Beschreibt die Stile des Shuri-te 首里手 und Tomari-te 泊手. Shōrin 少林 bedeutet hier „Shaolin-Stil“ und ist ein Hinweis auf den Einfluss der nordchinesischen Stile des Shaolin-Tempels. Wörtlich bedeutet Shōrin 少林 „ein bisschen Wald“.
Heute wird Shōrin-Ryū 少林流 wie folgt unterteilt:
- Matsubayashi-Ryū 松林流: Auch Matsubayashi-Ryū kann alternativ „Shōrin“ gelesen werden. Es bedeutet „Kiefernhain“.
- Kobayashi-ryū/Shōbayashi-ryū: 小林流: Auch diese beiden können „Shōrin“ ausgesprochen werden. Ko und Shō sind zwei Möglichkeiten der Lesung des Kanji 小. Tatsächlich wird angenommen, dass lediglich ein „Lesefehler“ zu der Unterscheidung führte. Von ihrer Herkunft her sind beide Stile nahezu identisch. Kobayashi / Shōbayashi 小林 bedeutet „kleiner Wald.“
- Shōrin-ji-ryū 少林寺流: 1954 von Nakazato Joen gegründet. Shōrin-ji 少林寺 bedeutet „Shaolin-Tempel“.
- Sukunai Hayashi-ryū 少林流: Dies ist wiederum eine alternative Lesung derselben Kanji wie in „Shōrin-Ryū“, mit „Shōrin“ wieder in der Bedeutung „Shaolin“. Die Lesung des Kanji 少 als Shō bedeutet „wenig, ein bisschen“, wohingegen die Lesung Sukunai „wenig, gering“ bedeutet (Dieser Stil ist auch als Matsumura Seitō-ha 松村正統派 bekannt.)

### Shōrei-Ryū
Beschreibt üblicherweise das Naha-te 那覇手, das spätere Gōjū-Ryū 剛柔流. Die Entwicklung dieser Strömung unterlag dem Einfluss südchinesischer Stile. Shōrei 昭霊 bedeutet so viel wie „klarer Geist“. Ob diesem Begriff einst ein bestimmter Bedeutungsinhalt in Bezug auf die südchinesischen Stile immanent war, ist nicht bekannt. Zum Shōrei-Ryū 昭霊流 sind wegen ihrer ebenfalls südchinesischen Herkunft auch Uechi-Ryū 上地流 und Ryūei Ryū 劉衛流 zu zählen.
- Gōjū-Ryū 剛柔流
- Uechi-Ryū 上地流
- Ryūei Ryū 劉衛流

Mabuni Kenwa vereinigt in seiner Auffassung des Karatedō die aus Okinawa stammenden Stilrichtungen Shōrin-Ryū und Shōrei-Ryū im Shitō-Ryū.

## Historische Protagonisten
Gōjū-Ryū ist gleichberechtigt im „japanischen“ wie im „okinawaischen“ Karate vertreten. In den heutigen Stilen bezieht sich die Besonderheit der jeweiligen Gōjū-Ryū-Strömung häufig auf den Zeitraum, in dem die Kunst erlernt wurde, beziehungsweise auf das entsprechende Training der Meister jener Zeit (Chōjun Miyagi, Seiko Higa etc.), die Karate unterrichteten. Die Art des Trainings, wie sie in der ersten Hälfte des 20. Jahrhunderts in Okinawa von Chōjun Miyagi praktiziert wurde, gelangte ab 1930 in seiner originalen Form auf die japanischen Hauptinseln und wurde dort konserviert. Auch existieren Dōjō, welche die traditionelle, von Seiko Higa gelehrte Form zum Inhalt haben.

### Higaonna Kanryō (1853–1916)

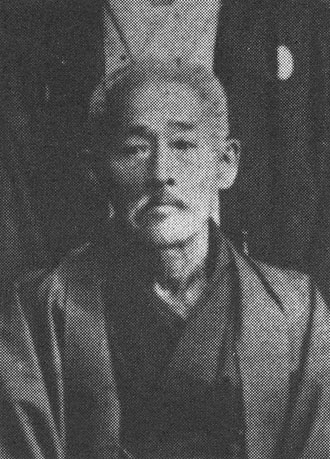
Higaonna Kanryō

Studierte chinesische Kampfkünste in der Tradition des „Weißen Kranichboxens“ und entwarf die Kunst des Naha-te. Sein bedeutendster Schüler war Chōjun Miyagi. Kanryō wurde am 10. März 1853 in Nishimachi, Naha, Okinawa geboren. Als Kanryō 14 Jahre alt war, starb sein Vater. Im selben Jahr begann er sein Training im Karate mit Arakaki Seishō 新垣世宗 (1840–1920), der später in der Funktion eines Tsūji Pēchin (Übersetzer) nach China geschickt wurde. Auch Kanryō ging nach China, allerdings zum Studium der Kampfkunst. Er ging nach Fuzhou 福州 in der südchinesischen Provinz Fujian 福建省. Man sagt, dass er die Hafenstadt 1873 erreichte und fünfzehn Jahre blieb. Es ist nicht ganz klar bei wem er welchen Stil studierte; mitunter wird das Kojō-Dōjō in Fujian als Ausgangspunkt angenommen, weiterhin der Bukan (武官; Militäroffizier) Wei Shinzan (dem es wegen seines Berufes aber verboten gewesen sein soll, Privatleute zu unterrichten). Ein großer Teil von Kanryōs Lehre geht jedenfalls auf Ryūrūko zurück, einen chinesischen Meister in der Tradition des Weißen Kranichboxens.
Das chinesische System, das Kanryō von Wei Shinzan und Ryūrūko lernte, war wahrscheinlich eine Mischung aus südchinesischen Stilelementen, basierend auf dem Weißer-Kranich-Boxen und dem 5-Ahnen-Stil. (Diese wird bestätigt durch die Reise einer japanischen Gruppe unter der Leitung von Kisaki Tomoharu Mitte der 80er Jahre nach Fujian, in die Formen der chinesischen Stile mit den Gōjū-Ryū Kata wie Sanchin 三戦, Sansēru 三十六, Sūpārinpei (Pēcchurrin) 百零八 verglichen wurden.) Ein weiterer allgemeiner Begriff für die südchinesischen Boxstile jener Zeit wird als Pan Gainoon 一半硬半軟 gegeben, welches wörtlich übersetzt „halb-hart halb-weich“ bedeutet. Dazu studierte Kanryō auch Waffentechniken. (Eine interessante Angelegenheit, vor allem auch im Bezug zu Geschichte und Lehrplan des Ryūei-ryū.)

### Chōjun Miyagi (1888–1953)

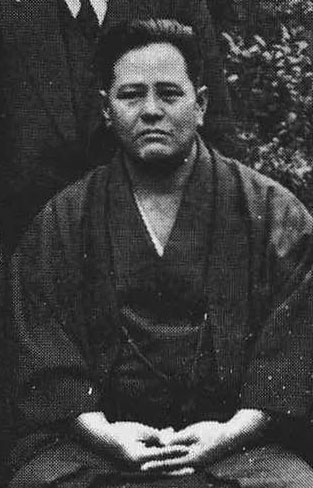
Chōjun Miyagi

Geboren 25. April 1888 in Higashimachi, Naha. Namensgeber des Gōjū-Ryū. Unter anderem durch Miyagis Wirken wurde das Gōjū-Ryū der erste Karate-Stil, der offiziell vom Dainippon Butokukai 大日本武徳会 1933 anerkannt und registriert wurde. Gleichzeitig war Miyagi der erste Karateka, der vom Dainippon Butokukai einen japanischen Budō-Titel im Karate-jutsu verliehen bekam, den eines Kyōshi. Nach seinem Tod gründeten seine wichtigsten Schüler eigene Gōjū-Ryū-Dōjō und Verbände. Die legitime Eigenständigkeit jedes dieser Dōjō und Verbände zeigt sich darin, dass man heute zur genaueren Spezifizierung den Dōjōnamen zusätzlich zum Stil nennt, zum Beispiel Shōdōkan, Jundōkan, Meibukan etc., bzw. den entsprechenden Verband zugrunde legt.

### Higa Seiko (1898–1966)
Geboren am 8. November 1898 in Naha. Ab 1911 oder 1912 trainierte er unter Higaonna Kanryō, später zusammen mit Chōjun Miyagi, der sozusagen Higas Sempai war. Nach einer Karriere als Lehrer und Polizist eröffnete er 1931 sein erstes eigenes Karate-Dōjō. Spezifizierung: Shōdōkan.

### Yamaguchi Gōgen (1909–1989)
Yamaguchi Gōgen lernte früh Jūdō und Kendō und gelangte über einen japanischen Zimmermann, der ihn heimlich trainierte, zum Karate. Um 1932 wurde er Schüler von Chōjun Miyagi. Wegen seiner geschmeidigen Bewegungen erhielt er den Spitznamen Die Katze. Unter seiner Führung wurde die International Karate-do Goju-Kai Association (I.K.G.A) gegründet.

### Yagi Meitoku (1912–2003)
Geboren am 6. März 1912. Begann 1926 sein Training unter Chōjun Miyagi. Nach Miyagis Tod wurden ihm durch Miyagis Familie Dōgi und Obi des Meisters vererbt (der Dōgi wurde einst von Miyazato Ei'ichi für Miyagi gekauft). Spezifizierung: Meibukan, gegründet 1952.

### Toguchi Seikichi (1917–1998)
Geboren am 20. Mai 1917 in Naha. Spezifizierung: Shoreikan

### Miyazato Eiichi (1922–1999)
Geboren am 5. Juli 1922 in Higashi-machi, Naha. Begann sein Karatetraining 1935 und kam 1938 zu Chōjun Miyagi. Nach Miyagis Tod 1953 erbte Miyazato alle Hojo-Undō-Geräte (補助運動) seines Meisters. Spezifizierung: Jundōkan, gegründet 1954.

### Kisaki Tomoharu (1920–1996)

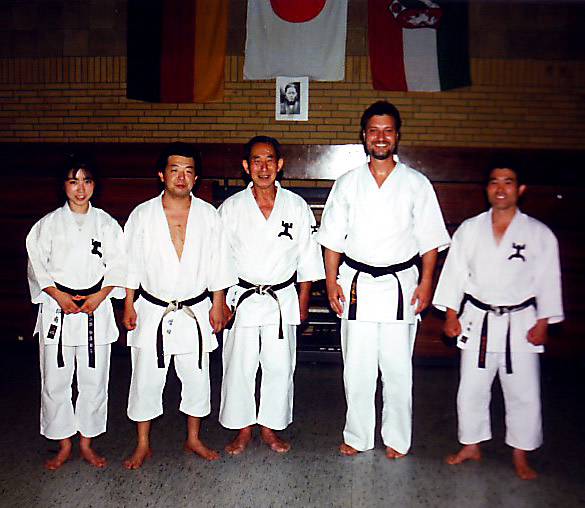
Kisaki Tomoharu (Mitte) auf einem Internationalen Sommerlehrgang des Yuishinkan in Kamen

9. Dan Hanshi aus Osaka, Japan. Trat 1939 zusammen mit Uchiage Kenzo und Katano Kenkichi dem Karate-Club der Ritsumeikan-Universität bei, wo er Gōjū-Ryū unter und mit Chōjun Miyagi, Yamaguchi Gōgen und anderen studierte. Die Ritsumeikan-Universität war nicht nur Hochburg des japanischen Gōjū-Ryū, sondern stellte auch eine harte Fraktion in Kumite-Angelegenheiten, die als „Last-man-standing“-Modus beschrieben wurde (ein Zeuge dieser Kämpfe war Ōyama Masutatsu). 1954 gründete er das Yuishinkan-Dōjō in Osaka, welches 2004 sein 50-jähriges Bestehen feierte. Neben Kenzo Uchiage, Kinkichi Katano, Yamaguchi Gōgen, Shozo Ujita und Mitsuyasu Okamura war Kisaki Tomoharu einer der sechs wichtigsten Vertreter des frühen Gōjū-Ryū in Japan. Spezifizierung: Yuishinkan, gegründet 1954. Sensei Kisaki ist Abkömmling einer Familie mit Samurai-Wurzeln und -Traditionen. Sein Vater war lange Jahre Bürgermeister im Stadtteil Morigushi in Osaka. Noch heute steht vor dem Keihan-Gebäude eine große Steinbüste des Vaters, der ein hoch angesehenes Mitglied der traditionsbewussten Nomenklatura war. Auch Tomoharu sah sich diesen Traditionen verpflichtet und absolvierte eine Militärkarriere, die ihn selbst auch nach China führte, wo er sich einige Jahre den Wurzeln des Karate zuwenden konnte. Darüber hinaus war er dem Jūdō eng verbunden. All diese Erfahrungen brachte er in das Yuishinkan ein. In Japan machte er sich insbesondere einen Namen als Instructor an der Universität und in der Polizei und genoss großes Ansehen als Vertreter des Gōjū-Ryū Karate. Sowohl in Europa, in Deutschland als größte Bastion (Zentrum ist Kamen, NRW) (Seiko Shihan Fritz Nöpel) und Belgien, als auch in Australien etablierte er Ableger des Yuishinkan.
Higaonna Morio (geb.1938)
Morio Higaonna ist ein prominenter Karateka des Goju Ryu. Er ist der Gründer der International Okinawan Goju-ryu Karate-do Federation (IOGKF). Er trägt den Höchsten Rang (10. Dan) des Goju Ryu Karates. Weiters ist er Autor von mehreren Büchern, beispielsweise Traditional Karate-do: Okinawa Goju Ryu (1985) und The history of Karate: Okinawan Goju Ryu (2001).

## Technik
Beim traditionellen Gōjū-Ryū Karate werden Verteidigungs-, Angriffs- und Meidbewegungen mit allen Teilen des Körpers verbunden und mit Fuß- und Körperbewegungen (Tai Sabaki) in defensiven und offensiven Manövern im unbewaffneten Kampf eingesetzt. Charakteristisch sind die effektiven Nahkampftechniken. Gōjū-Ryū lehrt jedoch, wie übrigens jede Stilrichtung, den Kampf auf allen Distanzen bzw. über die gesamte „Ma-ai“.

### Training

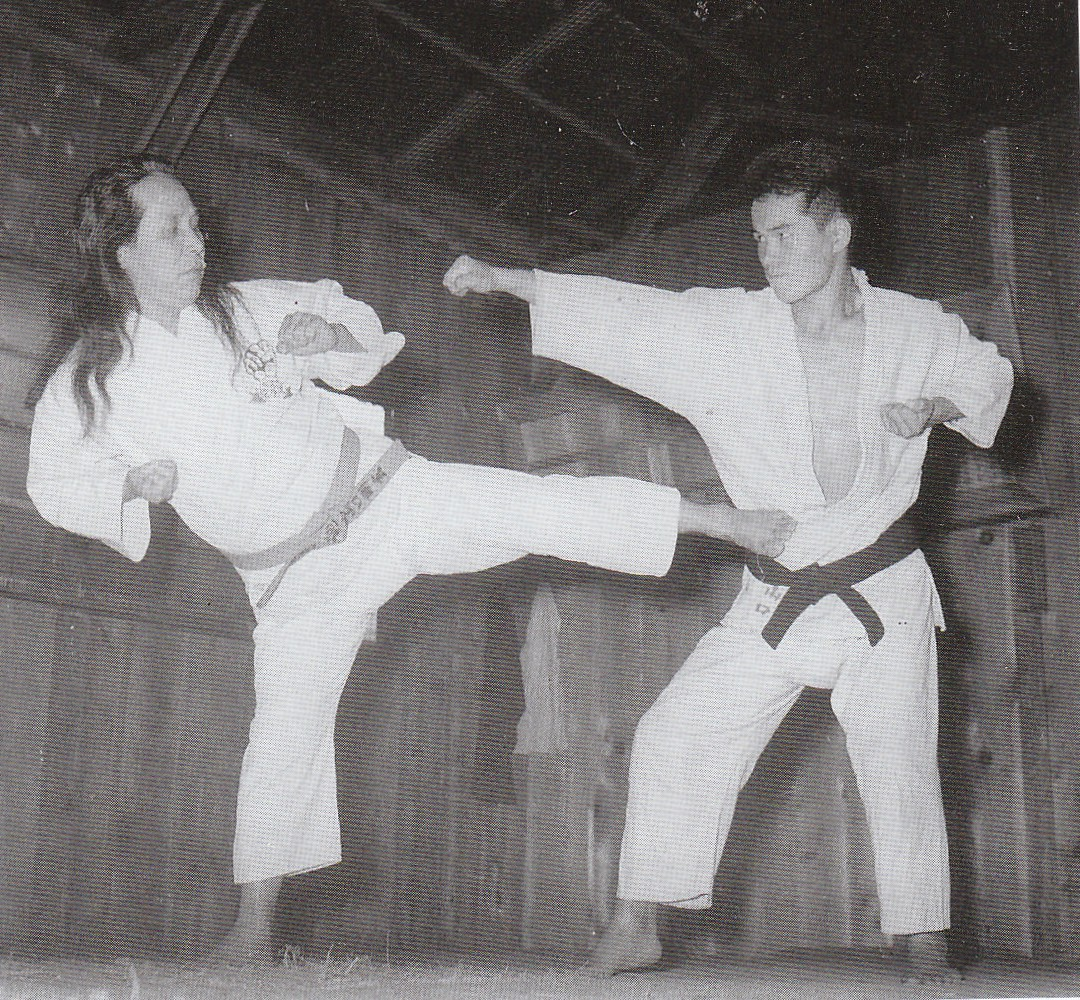
Yamaguchi Gōgen beim Kumite mit seinem Sohn Goshi, 1949

Das Training selbst setzt sich aus verschiedenen unterstützenden (Makiwara, Krafttraining), stiltechnischen (Kihon, Kata, Kumite) und allgemein sportlichen Übungen (Aufwärmübungen, Dehnübungen etc.) zusammen, begonnen und beendet mit Reigi 礼儀 (Höflichkeit, Anstand, Benehmen). Die erforderliche Disziplin beim Training hat auf der einen Seite einen (selbst-)disziplinierenden Effekt, auf der anderen Seite ist sie wichtige Voraussetzung für die Sicherheit beim Training mit Partnern.
- Kihon ist die Grundschule des Karate, in der explizite Techniken geübt und verfeinert werden.
- Kata sind festgelegte Bewegungsabfolgen. Die einzelnen Stile unterscheiden sich hauptsächlich durch die Anzahl und Art der geübten Kata sowie die daraus resultierenden Stil-Prinzipien.
- Kumite sind Kampfübungen mit Partnern. Von festgelegten Übungen (Yakusoku-Kumite) bis zum Freikampf ist alles möglich. Für den Freikampf, der oft Tegumi oder Iri-kumi genannt wird, ist neben der Athletik eine gewisse menschliche und technische Reife erforderlich, sowie ausreichende Nehmer- und Geberqualitäten.

Im Gōjū-Ryū wird auch der Atmung, die Ibuki oder Ikibuki genannt wird, besondere Aufmerksamkeit gewidmet; genauer gesagt der Koordination der Atmung mit den Bewegungen, was vor allem in den Heishu-Kata Sanchin und Tenshō vermittelt wird.
Neben den „harten“ Tritt- und Schlagtechniken, werden im Gegensatz zu anderen Karate-Stilen seit jeher auch vermeintlich „weiche“ Techniken, wie Würfe, Würgegriffe, Arm- und Beinhebel, Haltegriffe und Bodenkampf gelehrt.
Eine weitere Spezialität sind die so genannten „Klebenden Hände“ (jap.: Kaki-e), eine sehr effektive Grappling-Übung.
Prinzipien und Methoden, die im Training zum Tragen kommen, sind zum Beispiel Gamaku ガマク (Hüfteinsatz) und Kakie カキエ. Hier einige Beschreibungen:
- Muchimi ムチミ: Übersetzt als nachgebend, flexibel, elastisch, bedeutet dies eigentlich „schwere, klebrige Hand“. Die Bewegungen der Hände werden dabei dennoch fließend ausgeführt wird. Beispiel: Tenshō-Kata.
- Chiru no Chan Chan: Dies ist eine Form der Muskelspannung, in dem die Muskeln zwar angespannt, aber dennoch flexibel und elastisch sind. Ermöglicht Sensibilität und daraus resultierend angemessene Reaktion auf einen Angriff.
- Chinkuchi Kakin チンクチカキン: oft auch einfach Chinkuchi genannt. Bezieht sich auf die Spannung oder Stabilisation der Gelenke. Im Gegensatz zum Muchimi sind die Gelenke des Körpers hier für den Augenblick des Aufpralls „gesperrt“. Beispiel für ein „verlängertes“ Chinkuchi Kakin und typisch für diesen Wortgebrauch ist das Sanchin-Kata, und so wird es auch im Bereich des Kikōjutsu 気功術 angesiedelt, da das Sperren der Gelenke mit der Atmung koordiniert oder sogar erst durch sie herbeigeführt wird. – Chinkuchi チンクチ. Die Bedeutung ist ein „zusammenschnüren“ oder „festziehen“ der Muskeln und Gelenke in einen gesperrten Zustand. Ein anderer Ausdruck hierfür ist Gōtaijutsu 剛体術, die Fertigkeit des starren Körpers oder Gōtaika 剛体化, den Körper verhärten.
- Chikara nu nujisashi: Bezieht sich auf die langsamen, mit großer Kontrolle ausgeführten Teile des Kata. Steht im Gegensatz zu den rein kraftvollen Bewegungen. Möglicherweise: – chikara 力: Kraft, Stärke. – nu = no の. – nu(ku) 抜 (als Suffix): etwas die ganze Zeit bis zum Ende durchführen. – sa(su) oder sa(shi) 差: ausstrecken (die Hand); anschwellen; oder als emphatisches Verb-Präfix.

## Kata

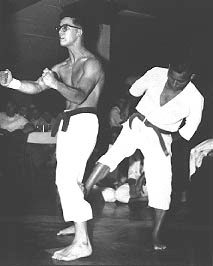
Sanchin mit Kitae (1963)

Die Kata im Gōjū-Ryū zeichnen sich durch dynamische, kreisförmige Bewegungen und durch einen stabilen Stand aus. Die expliziten Bewegungsmuster und grundlegenden Kampftaktiken des traditionellen Karate wurden in zahlreichen Kata (festgelegte Technikabfolgen innerhalb einer bestimmten Form) überliefert. Das Kata wird daher häufig als das „Textbuch“ des Karate interpretiert. Einige dieser Kata sind nachweislich mehrere hundert Jahre alt (zum Beispiel Sanchin).
Chōjun Miyagi (1888–1953) legte 12 Kata für das Gōjū-Ryū fest. (Hinzu kommen die Taikyoku-Kata, die ihren Ursprung in Japan haben und auch in Deutschland geübt werden.) Die Kata können grob in folgende Kategorien und Typen unterteilt werden:
Kategorie:
- „Fukyu-Kata“ (japanisch 普及型, dt. „verbreitetes Kata“ → Anfängerkata)
- „Kihon-Kata“ (japanisch 基本型, dt. „Kata der Grundschule“)
- „Koryū-Kata“ (japanisch 古流型 dt. „Kata der alten Schule“ → klassische Kata mit chinesischem Ursprung)

Typus:
- „Haishu-Kata“ (japanisch 閉手型, dt. „Kata der geschlossenen Hand“)
- „Kaishu-Kata“ (japanisch 開手型, dt. „Kata der offenen Hand“)

### Taikyoku
| Taikyoku-Kata des Gōjū-Ryū | Kategorie           |
| -------------------------- | ------------------- |
| Taikyoku-Jodan             | Fukyu-Kata (普及型) |
| Taikyoku-Chudan            | Fukyu-Kata (普及型) |
| Taikyoku-Gedan             | Fukyu-Kata (普及型) |
| Taikyoku Kake-Uke          | Fukyu-Kata (普及型) |
| Taikyoku Joshugi           | Fukyu-Kata (普及型) |
| Taikyoku Mawashi-Uke       | Fukyu-Kata (普及型) |

### Die 12 Kata des Gōjū-Ryū
| 12 Kata des Gōjū-Ryū        | Typus                | Kategorie           |
| --------------------------- | -------------------- | ------------------- |
| Gekisai-Dai-Ichi (撃砕第一) | Kaishu-Kata (開手型) | Fukyu-Kata (普及型) |
| Gekisai-Dai-Ni (撃砕第二)   | Kaishu-Kata (開手型) | Fukyu-Kata (普及型) |
| Sanchin (三戰)              | Haishu-Kata (閉手型) | Kihon-Kata (基本型) |
| Tenshō (転掌)               | Haishu-Kata (閉手型) | Kihon-Kata (基本型) |
| Saifā (碎破)                | Kaishu-Kata (開手型) | Koryū-Kata (古流型) |
| Seiyunchin (制引戰)         | Kaishu-Kata (開手型) | Koryū-Kata (古流型) |
| Sansēru (三十六手)          | Kaishu-Kata (開手型) | Koryū-Kata (古流型) |
| Shisōchin (四向戰)          | Kaishu-Kata (開手型) | Koryū-Kata (古流型) |
| Seisan (十三手)             | Kaishu-Kata (開手型) | Koryū-Kata (古流型) |
| Sēpai (十八手)              | Kaishu-Kata (開手型) | Koryū-Kata (古流型) |
| Kururunfā (久留頓破)        | Kaishu-Kata (開手型) | Koryū-Kata (古流型) |
| Sūpārinpei (壱百零八手)     | Kaishu-Kata (開手型) | Koryū-Kata (古流型) |

### Haishu und Kaishu
„Haishu“ und „Kaishu“ sind zwei wichtige Konzepte des Gōjū-Ryū. „Hai“ bedeutet geschlossen, „Kai“ bedeutet geöffnet. Die Silbe „Shu“ bedeutet Hand. Die wörtliche Übersetzung lautet:
- Haishu – Geschlossene Hand
- Kaishu – Offene Hand

„Hand“ ist hier jedoch nur symbolisch zu verstehen.
Tatsächlich beschreiben diese beiden Begriffe den Spannungszustand der Muskulatur sowie die Funktion der Gelenke in der Ausführung des Kata.
- In den Haishu-Kata wird eine gleichmäßig große Spannung über die ganze Ausführung des Kata hindurch beibehalten, während die Gelenke dabei eher „eingerastet“ bewegt werden. Die Atmung gehört dazu und begleitet die ganze Bewegung. Diese Kata werden mitunter auch „isometrische“ oder „isokinetische“ Kata genannt.
- In den Kaishu-Kata ist die entscheidende Spannung nicht in der Bewegung als solches, sondern lediglich im Kime-Punkt.

Im Gōjū-Ryū sind deshalb üblicherweise Sanchin und Tenshō die Haishu-Kata. (Es gibt auch Beschreibungen, in denen sie beide als Kihon-Kata, oder Sanchin als Kihon und Tenshō als Haishu-Kata beschrieben werden; letzteres in Miyazato Eiichi: Okinawa Den Gōjū-Ryū Karate-dō.)
Für Chōjun Miyagi bedeutete „Haishu“ grundlegende Kata und kam daher eine besondere Bedeutung zu. Durch sie erlernt man die richtige Körperhaltung und das richtige Ein- und Ausatmen. Man erlernt die Kraft harmonisch zu steigern und zu senken. Man entwickelt eine starke Physis und den starken Willen eines Kriegers.

## Philosophie
Die Philosophie des Gōjū-Ryū folgt der Philosophie des Karate-Dō und damit auch den 20 Regeln, die Funakoshi Gichin für das Karate aufgestellt hat („Funakoshi Gichin no Karate Do niju jo“).
Die Kata bilden nicht nur den technischen Grundriss, sondern transportierten auch die philosophischen Werte des Karate. „Karate ni sente nashi“ findet sich in den Kata wieder, die immer mit einer Defensivbewegung beginnen. Dies impliziert, dass Karate nur als Reaktion auf einen Angriff gedacht ist, niemals als unbegründete Aktion aus sich selbst heraus.
Des Weiteren ging die Überlieferung der Kata mit einer Anreicherung durch asiatische Philosophien einher (Daoismus, Buddhismus, Konfuzianismus), welche letztendlich eine friedlich orientierte (Gesellschafts-)Ethik formten, die sich scheinbar paradoxerweise durch das Training in dieser Kampfmethode im Menschen manifestieren soll. Die Effekte des Trainings sollen so idealerweise zu einer friedlichen und aufrichtigen Grundeinstellung sowie einem undominierbaren Geist führen.
Chōjun Miyagi beschreibt einige Vorzüge des Karate wie folgt:
1. Es ist nicht viel Platz zum Üben des Karate notwendig.
2. Man kann Karate alleine oder mit anderen in einer Gruppe üben.
3. Man braucht nicht viele Stunden, um Karate zu üben.
4. Man kann das Kata wählen, das für die körperliche Physis geeignet ist und sie unabhängig vom Alter und Geschlecht üben.
5. Man kann Karate, ohne viel Geld auszugeben, mit einfacher Ausrüstung oder ohne sie üben.
6. Karate ist ein wirkungsvolles Mittel zur Förderung der Gesundheit. Es gibt viele Karateka die gesund sind und lange leben.
7. Als Ergebnis des Trainings von Körper und Geist entwickelt man den Charakter und erwirbt einen unbezwingbaren Geist.

### Ziel
„Oberstes Ziel in der Kunst des Karate ist nicht Sieg noch Niederlage – der wahre Karatekämpfer erstrebt die Vervollkommnung des Charakters.“ Dies ist der Leitspruch der Japan Karate Association. Er zeigt, dass Karate mehr als nur ein Sport oder das Üben von Techniken ist. Karate lässt sich als eine Lebensschule und als eine Lebenshilfe verstehen. Durch das Training pflegt man den guten Umgang mit anderen Menschen und lernt dabei Willensstärke, Mut, Disziplin, Selbstkritik, Toleranz, Ausdauer, Bescheidenheit und Rücksichtnahme.
Traditionelles Gōjū-Ryū Karate leistet dazu seinen Beitrag und ist als langfristige, lebenslange Übung zu verstehen.
Chōjun Miyagi war zeit seines Lebens auf der Suche nach der „Wahrheit“ des Karate. In einem Essay bemerkte er dazu: „Ich nehme an, die ultimative Formel zur Wahrheit ist Dao (Tao), der Weg. Ich kann diese Maxime nicht richtig verstehen, doch manchmal fühle ich, ich kann sie verstehen. Ich denke wir haben „eine Formel und keine Formel“ zu meistern, dann können wir Karate in der Tiefe studieren und gelangen zur Wahrheit des Karate.“

## Logos/Symbole

Logo der JKF Gōjūkai

Logo des Yuishinkan

Die Logos sind meist Symbole verschiedener Dōjō. So haben Meibukan und Jundōkan unterschiedliche Logos, obwohl sie aus derselben Linie (von Miyagi) stammen.
Neben den zahlreichen Logos auf Okinawa sind in Deutschland seit langem zwei Logos des Gōjū-Ryū verbreitet: die Drachenkopffaust der japanische Yamaguchi-Linie, die Drachenkopffaust des JKF Gōjū-Kai und die im „Shiko-Dachi“ stehende Drachenfigur des Yuishinkan. Die Figur des Yuishinkan stimmt mit dem Familienzeichen einer alten Adelsfamilie von Ryūkyū (Okinawa) überein.

## Tierstile
Beide Logos stehen für den Drachen („Tatsu“), da es sich beim Gōjū-Ryū um einen „Drachen-Stil“ handelt. Anders als zum Beispiel beim Shōtōkan (Tiger, „Tora“) ist das Tier nicht direkt im Symbol zu finden, da es sich beim Drachen um ein Hoheitstier der Chinesen handelt. Auch wenn die Wurzeln des Karate ursprünglich in China liegen, würde dies kaum ein japanischer Meister zugeben, geschweige denn ein Hoheitszeichen der Chinesen zulassen.
Die Drachen sind in den beiden Logos nicht leicht zu erkennen. Bei der Faust handelt es sich, wie bereits erwähnt, um eine Drachenkopf-Faust, eine Technik des Drachen, bei der Figur sogar um den Drachen selbst. Zu erkennen ist der Drache an seinem Schwanz.

### Warum Drache und Tiger?
Neben Schlange („Hebi“), Leopard („Yaze Neko“), Kranich („Hakutsuru“) handelt es sich um die so genannten fünf Tierstile des Shaolin Kung Fu (Shàolín Quánfǎ). Alle mit ihren spezifischen Taktiken und Techniken. Diese Tiere prägen auch die Stilrichtungen. Der Drache verfügt über die meisten Techniken und Waffen. Er benutzt nicht nur kreisförmige Bewegungen und weiche Techniken (zu finden im Baihepai- und Hakutsuru-Kata), sondern enthält auch Techniken anderer Tiere wie der Schlange – sprich greifen und halten. Der Tiger als Gegenbeispiel ist ein schnelles und starkes Tier. Er geht gerade in den Gegner hinein, schlägt durch die Deckung etc., ausweichen und erneutes Angreifen von der Seite, wie es der Drache symbolisiert, kennt er nicht.

## Videos
- Andreas Ginger: Goju-Ryu Kata. Videoproduktion Geupel (DVD, ohne Altersbeschränkung, ca. 100 min)
- Mario Holderbach: Goju-Ryu-Kata. Best Fitness Solutions (DVD, ohne Altersbeschränkung)
- Christian Winkler, Wolfgang Jordan: Kumite Ura. (DVD, ohne Altersbeschränkung)

### Deutsch
- Horst Espeloer, Ulrich Heckhuis, Horst Nehm: Goju-Ryu Karate-Do. Grundlagen, Wettkampf-Training, Selbstverteidigung, Kata. 2. Auflage. Selbstverlag, Dortmund 2008, ISBN 978-3-00-001342-3 (Inhaltsverzeichnis [abgerufen am 25. April 2017]).
- Friedrich Gsodam: Goju-Ryu Karatedo. Geschichte, Weg und Ziel. Selbstverlag, Wien 1988, ISBN 3-900856-01-X (Beschreibung [abgerufen am 25. April 2017]).
- Ralf Kruckemeyer (Hrsg.): Goju Ryu Karate-Do. Reihe Stilrichtungen Spezial. 1. Auflage. Books on Demand, Norderstedt 2012, ISBN 978-3-8482-2643-6.
- Gerd Hahnemann: Goju-Ryu Karate-Do. Kata und Bunkai. 1. Auflage. Selbstverlag, Thalheim 2003 (Beschreibung (Memento vom 1. Dezember 2015 im Internet Archive) [abgerufen am 25. April 2017]).
- Peter Stochel, Roger Walbersdorf: Yuishinkan Trainingsformen in Bildern. Kumite-Ura und Nage-Waza. 1. Auflage. Selbstverlag, Langenfeld.
- Roland Habersetzer: 39 Karate-Kata. Aus Wadō-ryū, Gōjū-ryū und Shitō-ryū. 1. Auflage. Palisander Verlag, Chemnitz 2010, ISBN 978-3-938305-15-7 (Enthält alle 12 durch den Stilgründer festgelegten Kata des Gōjū-Ryū.).
- Werner Lind: Das Lexikon der Kampfkünste. China, Japan, Okinawa, Korea, Vietnam, Thailand, Burma, Indonesien, Indien, Mongolei, Philippinen, Taiwan u. a. Sportverlag, Berlin 2001, ISBN 3-328-00898-5.
- Hans Müller-Deck, František Šebej: Goju-ryu-Karate für Einsteiger. Sportverlag Berlin, 1990, ISBN 3-328-00388-6.

### Englisch
- Morio Higaonna: The History of Karate. 剛柔流 (Gōjū-Ryū). 2. Auflage. Dragon Books, Westlake Village 2001, ISBN 0-946062-36-6 (englisch).
- Patrick McCarthy (Hrsg.): Bubishi. The classic manual of combat. Tuttle Publishing, Tokio 2008, ISBN 978-0-8048-3828-3 (englisch).
- Chōjun Miyagi: Breathing in and breathing out in accordance with “Gō” and “Jū”. A miscellaneous Essay on Karate. In: Bunka Okinawa. Volume 3, Nr. 6, 1942 (englisch, uk.geocities.com (Memento vom 31. März 2005 im Internet Archive) [abgerufen am 25. April 2017]).

### Portugiesisch
- OLIVEIRA, Humberto Nuno de; LOPES, Eduardo Cunha. Karate-Do por Chojun Miyagi. (Vollständige Schriften). Bubok-Editionen (PT), 2015. 80 s. Illustriert (s&w). ISBN 978-84-686-6419-4
- OLIVEIRA, Humberto Nuno de. Chojun Miyagi e a História do Goju-ryu. CreateSpace-Editionen (USA), 2017. 264 s. Illustriert (s&w). ISBN 978-1-5442-1591-4

### Japanisch
- Sōshin Nagamine: Okinawa no Karatedō (1975, Shinjinbutsu Oraisha)
- Eiichi Miyazato: Okinawa Den Gōjū-ryū Karate-dō (1979, Jitsugyo no Sekaisha)
- Chojun Miyagi: Ryukyu Kenpo Karatedo Enkaku Gaiyo, (Historical Outline of Karate-Do, Martial Arts of Ryukyu), Osaka 28. Januar 1936 – Essay. Erschienen als Anhang in: Eiichi Miyazato: Okinawa Den Gōjū-ryū Karate-dō, 1979, Jitsugyo no Sekaisha & Sōshin Nagamine: Okinawa no Karatedō, 1975, Shinjinbutsu Oraisha